# アブー・タンマーム
アブー・タンマーム（Abu Tammam, アラビア語:أبو تمام حبيب بن أوس, Habib ibn Aws Al-Ta'i., 788年頃か807年頃 - 845年頃）は、シリアダマスカス出身の詩人。アラブ文学史上最大の詩人の一人である。
両親はアラブ人キリスト教徒だったが、タンマームはムスリムに改宗した。
若い頃はホムス、その後はアゼルバイジャン、アルメニア、イラン、エジプトを転々と放浪し、アッバース朝第7代カリフであるマアムーンや8代カリフのムウタスィム、時の将軍、諸侯を称賛する詩を作った。
主著に10冊からなる編詩集『ハマーサ（Hamasah）』がある。